# جشنواره (فیلم ۲۰۰۵)
«جشنواره» (انگلیسی: Festival (2005 film)) یک فیلم به کارگردانی آنی گریفین است که در سال ۲۰۰۵ منتشر شد. از بازیگران آن می‌توان به کریس اودوود، کلایو راسل، مگان دادز، آملیا بالمور و ریکل کسیدی اشاره کرد.